# تون‌پدیای دان مارکستاین
تون‌پدیای دان مارکستاین (انگلیسی: Don Markstein's Toonopedia) که گاهی از آن، با عنوانِ «یک مخزن بی‌کران دانش کارتون‌شناسی» یاد می‌شود، یک دانش‌نامهٔ اینترنتی از داستان‌های مصور (کمیک استریپ)، کارتونهای چاپی و کارتون‌های تلویزیونی است که در ۱۳ فوریه ۲۰۰۱ میلادی بنا نهاده شد.
دونالد دیوید مارکستاین (۲۱ مارس ۱۹۴۷ – ۱۱ مارس ۲۰۱۲) تنها نویسنده و ویراستار این دانش‌نامهٔ اینترنتی، که از دوران کودکی شیفتهٔ انواع کارتون‌های چاپی و تلویزیونی بود، این پروژهٔ عظیم را نخستین بار در سال ۱۹۹۹ آغاز کرد و خودش سرپرستی و ادارهٔ آن را برعهده داشت تا آنکه در مارس ۲۰۱۲ میلادی بدنبال یک سکتهٔ مغزی و عارضهٔ نارسایی تنفسی ناشی از آن، درگذشت. پس از آن خانواده‌اش اعلام کردند که با کمکِ طرفداران کارتون و این وبسایت، به‌روزرسانی آن ادامه خواهد داشت.